# Konwencja wiedeńska o stosunkach dyplomatycznych
Konwencja wiedeńska o stosunkach dyplomatycznych – umowa międzynarodowa kodyfikująca prawo dyplomatyczne. Została przyjęta 18 kwietnia 1961 r. w Wiedniu na zakończenie konferencji międzynarodowej, w której brało udział 81 państw. Konwencja weszła w życie 24 kwietnia 1964 r. Stronami są 193 państwa.
Spisana w 5 językach autentycznych: angielskim, chińskim, francuskim, hiszpańskim i rosyjskim, depozytariuszem jest Sekretarz Generalny Organizacji Narodów Zjednoczonych (art. 53).
Konwencja reguluje ustanawianie stosunków dyplomatycznych między państwami, funkcje misji dyplomatycznych, procedurę mianowania przedstawicieli dyplomatycznych, klasy szefów misji dyplomatycznych, zasady pierwszeństwa (precedencji), a także przywileje i immunitety dyplomatyczne.
Do Konwencji dołączone zostały dwa protokoły dodatkowe:
- Protokół fakultatywny dotyczący obowiązkowego rozstrzygania sporów
- Protokół fakultatywny dotyczący nabycia obywatelstwa.